# Chen Yanqing
Chen Yanqing (Suzhou, 5 april 1979) is een Chinese vrouwelijke gewichtheffer. Ze deed mee aan de Olympische Zomerspelen 2004 in Athene en aan de Olympische Zomerspelen 2008 in Peking. Ze won op beide spelen goud in de categorie 58 kg van gewichtheffen.
In 1990 begon ze met het trainen van gewichtheffen. Vier jaar later kwam ze in het provinciale gewichthefteam van de provincie Jiangsu. In 1995 behield ze een plaats in het nationale team gewichtheffen van China.